# Movement for Democratic Process
Die Movement for Democratic Process war eine politische Partei in Sambia.
Ihr Vorsitzender war Chama Chakomboka, der bei den Wahlen in Sambia 1996 als Präsidentschaftskandidat 3,29 Prozent der Stimmen auf sich vereinigen konnte. Sie konnte jedoch in keiner weiteren Wahl nennenswerte Stimmenanteile gewinnen und verschwand in der Bedeutungslosigkeit.